# Francisco Orozco y Jiménez

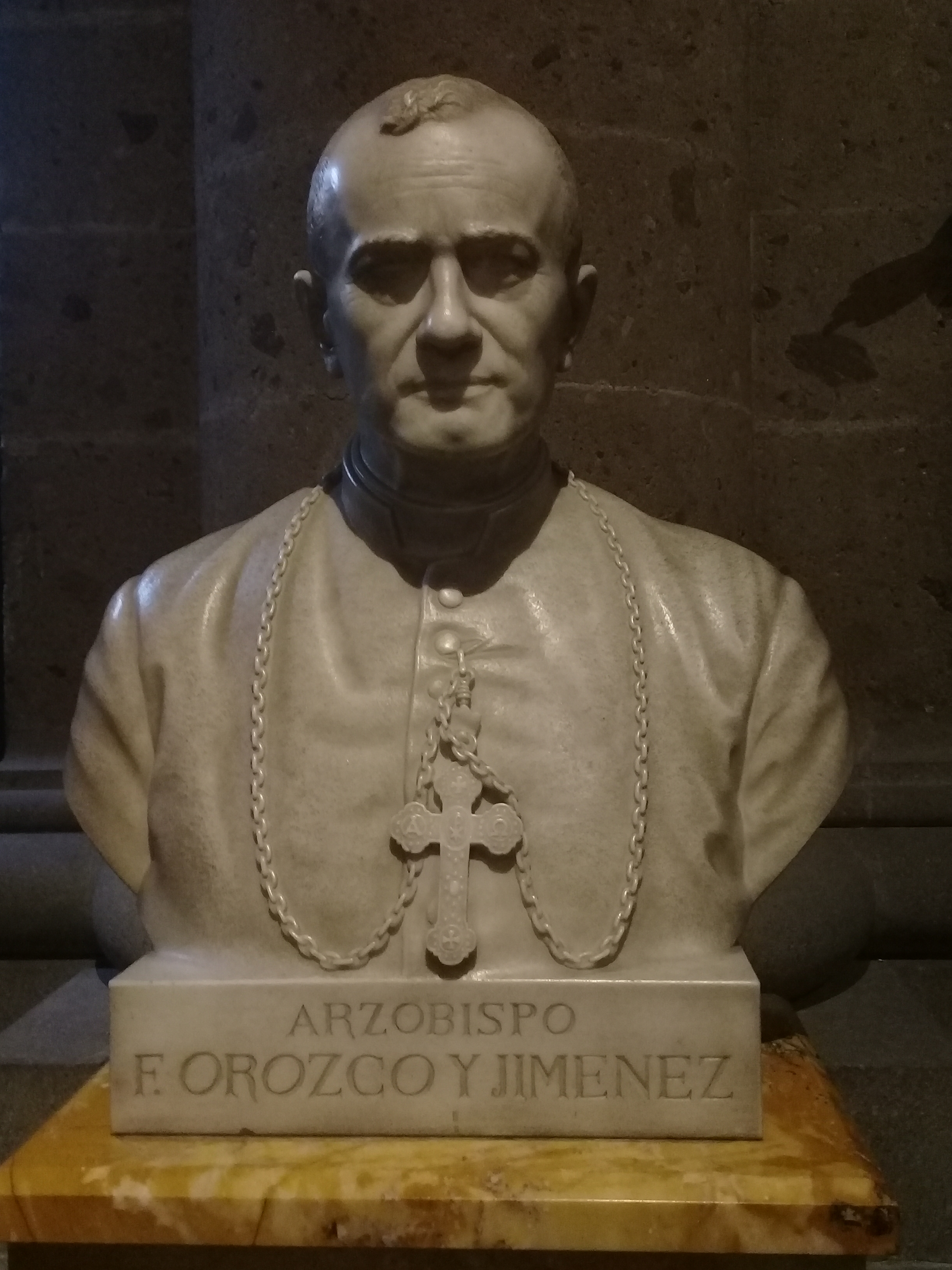
Büste von Erzbischof Orozco y Jiménez

Francisco Orozco y Jiménez (* 18. November 1864 in Zamora, Sonora, Mexiko; † 18. Februar 1936) war ein mexikanischer Geistlicher und römisch-katholischer Erzbischof von Guadalajara.

## Leben
Francisco Orozco y Jiménez empfing am 17. Dezember 1887 das Sakrament der Priesterweihe.
Am 30. Mai 1902 ernannte ihn Papst Leo XIII. zum Bischof von Chiapas. Der Erzbischof von Mexiko-Stadt, Próspero María Alarcón y Sánchez de la Barquera, spendete ihm am 15. August desselben Jahres die Bischofsweihe; Mitkonsekratoren waren der Bischof von Cuernavaca, Francisco Plancarte y Navarrette, und der Bischof von León, Leopoldo Ruiz y Flóres. Die Amtseinführung fand am 3. Dezember 1902 statt. Papst Pius X. ernannte ihn am 2. Dezember 1912 zum Erzbischof von Guadalajara. Am 9. Februar 1913 erfolgte die Amtseinführung.